# Diversité dans la littérature young adult
 (décembre 2021).
La mise en forme du texte ne suit pas les recommandations de Wikipédia : il faut le « wikifier ».
Les points d'amélioration suivants sont les cas les plus fréquents. Le détail des points à revoir est peut-être précisé sur la page de discussion.
- Les titres sont pré-formatés par le logiciel. Ils ne sont ni en capitales, ni en gras.
- Le texte ne doit pas être écrit en capitales (les noms de famille non plus), ni en gras, ni en italique, ni en « petit »…
- Le gras n'est utilisé que pour surligner le titre de l'article dans l'introduction, une seule fois.
- L'italique est rarement utilisé : mots en langue étrangère, titres d'œuvres, noms de bateaux, etc.
- Les citations ne sont pas en italique mais en corps de texte normal. Elles sont entourées par des guillemets français : « et ».
- Les listes à puces sont à éviter, des paragraphes rédigés étant largement préférés. Les tableaux sont à réserver à la présentation de données structurées (résultats, etc.).
- Les appels de note de bas de page (petits chiffres en exposant, introduits par l'outil «  Source ») sont à placer entre la fin de phrase et le point final[comme ça].
- Les liens internes (vers d'autres articles de Wikipédia) sont à choisir avec parcimonie. Créez des liens vers des articles approfondissant le sujet. Les termes génériques sans rapport avec le sujet sont à éviter, ainsi que les répétitions de liens vers un même terme.
- Les liens externes sont à placer uniquement dans une section « Liens externes », à la fin de l'article. Ces liens sont à choisir avec parcimonie suivant les règles définies. Si un lien sert de source à l'article, son insertion dans le texte est à faire par les notes de bas de page.
- La présentation des références doit suivre les conventions bibliographiques. Il est recommandé d'utiliser les modèles {{Ouvrage}}, {{Chapitre}}, {{Article}}, {{Lien web}} et/ou {{Bibliographie}}. Le mode d'édition visuel peut mettre en forme automatiquement les références.
- Insérer une infobox (cadre d'informations à droite) n'est pas obligatoire pour parachever la mise en page.

Pour une aide détaillée, merci de consulter Aide:Wikification.
Si vous pensez que ces points ont été résolus, vous pouvez retirer ce bandeau et améliorer la mise en forme d'un autre article.
La littérature Young Adult (destinée aux jeunes adultes) et la littérature jeunesse en général ont historiquement montré un manque de diversité, c'est-à-dire un manque de livres ayant pour personnage principal, par exemple, une personne de couleur, issue de la communauté LGBTQIA+, ou encore atteinte d'un handicap. Le nombre d'auteurs de livres pour enfants reflète un manque de diversité similaire. La diversité est pourtant considérée comme bénéfique car elle encourage les enfants de tous les horizons à lire et à garder l'esprit ouvert face au monde qui les entoure. De plus, elle permet à chaque enfant de trouver des personnages auxquels il peut s'identifier.
Au milieu des années 2010, une plus grande attention a été attirée sur le manque de représentation des minorités dans la littérature Young Adult et la littérature jeunesse. Au cours des années qui ont suivi, les chiffres sur la diversité semblent s'être améliorés : une enquête a montré qu'en 2017, un quart des livres pour enfants présentaient des protagonistes issus de minorités, soit une augmentation de près de 10 % par rapport à 2016. L'édition en France conserve cependant son retard par rapport aux pays anglophones.

## Historique

### Avant 1980
La fiction pour jeunes adultes s'est longtemps concentrée sur les personnages et auteurs cisgenres, hétérosexuels et valides. Dans les années 1920 et 1930, les histoires pour enfants qui prétendaient contribuer à l'évolution des mentalités en mettant en scène des personnages de couleur ne faisaient en fait qu'accentuer les caractéristiques stéréotypées des personnes non blanches. Les années 1940 ont déclenché un changement, alors que les personnes noires ont commencé à exiger la publication de livres décrivant leur vie de façon plus fidèle. En 1965, Nancy Larrick a publié l'article « The All-White World of Children's Publishing », qui a analysé la littérature et constaté que seulement 6,4 % des plus de 5 000 livres publiés pour les enfants entre 1962 et 1964 comportaient des enfants de couleur. Un an plus tard, le Council on Interracial Books for Children, qui exigeait que davantage de livres soient publiés par des personnes de couleur, a été créé.
La diversité à l'époque d'avant les années 1980 ne se limitait pas seulement à la diversité raciale. En 1969, John Donovan publie I'll Get There. Ça vaut mieux le voyage, qui a été le premier roman pour jeunes adultes à présenter un adolescent gay. En 1979, Rosa Guy publie Ruby, qui est devenu le premier roman pour jeunes adultes mettant en vedette une femme lesbienne de couleur.

### De 1980 aux années 2000
Les années 1980 ont apporté une plus grande prise de conscience de la nécessité d'une littérature jeunesse diversifiée. La population aux États-Unis d'Amérique est devenue beaucoup plus diversifiée : la population hispanique a plus que doublé et la population de races autres que blanches ou noires a augmenté de façon exponentielle. L'industrie de l'édition a pris note des changements démographiques et s'est prononcée davantage sur la représentation. En 1985, le Cooperative Children's Book Center (CCBC) a commencé à suivre le pourcentage de livres écrits par des auteurs afro-américains. Cette année-là, ils ont signalé que les Afro-Américains étaient les auteurs de moins de 1% de tous les livres pour enfants. En 1994, l'organisation a commencé à suivre le nombre d'auteurs asiatiques et insulaires du Pacifique, autochtones et latinos également. Dans son rapport, le CCBC a constaté que, collectivement, les auteurs de couleur ont publié environ 9 % de tous les livres destinés aux enfants et aux jeunes adultes. À la fin du millénaire, ce pourcentage est tombé à 6,3 %.

### Des années 2000 à aujourd'hui
Le marché de la littérature Young Adult a fleuri dans les années 2000, en grande partie en réponse à certaines sagas très médiatisées et à succès (telles que Twilight, The Hunger Games, ou encore Harry Potter) et leurs adaptations cinématographiques ultérieures. À la fin des années 1990, seuls 3 000 livres pour jeunes adultes étaient publiés chaque année. En 2010, ce nombre est passé à 30 000. Bien que le nombre de livres divers ait augmenté, les chiffres ne reflètent pas la répartition démographique aux États-Unis et au Royaume-Uni. Ainsi, les statistiques recueillies par le CCBC et divers autres chercheurs indépendants montrent que le marché ne reflète pas la diversité des États-Unis. En 2013, moins de 9 % des romans à succès présentaient des personnages handicapés. En 2014 et 2015, il a été constaté que 85 % des livres pour enfants et jeunes adultes comportent des personnages blancs. Cette statistique est restée assez stagnante depuis les années 1960. En 2017, une analyse sur 20 ans des lauréats du National Book Award entre 1996 et 2015 a révélé que seulement 5 des romans avaient été écrits par des auteurs non blancs. Au Royaume-Uni, 90 % des titres YA les plus vendus de 2006 à 2016 présentaient des personnages principaux blancs, valides, cis et hétérosexuels. Le nombre d'auteurs de livres pour enfants a montré un manque similaire de diversité aux États-Unis. Au Royaume-Uni, moins de 9 % des auteurs de livres pour enfants étaient des personnes de couleur. Entre 2006 et 2016, seulement 8% de tous les jeunes auteurs adultes publiés au Royaume-Uni étaient des personnes de couleur.
En 2014, poussée par une discussion menée par un groupe composé intégralement d'hommes blancs au festival BookCon 2014, l'auteure pour jeunes adultes Ellen Oh a créé le hashtag Twitter #WeNeedDiverseBooks pour protester contre le manque de diversité dans la littérature pour jeunes adultes et enfants. Ce mouvement est par la suite devenu l'organisation à but non lucratif "We Need Diverse Books" (WNDB), dont l'objectif est d'augmenter la représentation de diverses communautés dans les livres pour enfants. Plus généralement, Bookstagram tend à mettre en avant la diversité dans les romans, en particulier en termes d'orientation sexuelle et d'identité de genre.
Ce mouvement a permis à la littérature YA de se diversifier davantage en proposant de plus en plus d'histoires mettant en scène des personnages aux profils variés. En 2017, un quart des romans pour enfants parlaient de protagonistes minoritaires, soit une augmentation de près de 10 % par rapport à 2016. Au Royaume-Uni, la proportion d'auteurs YA de couleur a plus que doublé entre 2017 et 2019: en 2017, 7,10 % des auteurs YA étaient des personnes de couleur. Ce chiffre est passé à 19,60 % en 2019 . Les auteurs de couleur se sont avérés avoir un attrait commercial, même s'ils ne se sont pas vu proposer les mêmes types d'offres et d'opportunités d'édition que leurs homologues blancs. Ainsi, les auteures de couleur et les auteures blanches représentaient chacune 30,75 % sur la liste des best-sellers YA au Royaume-Uni, mais respectivement 9,02 % et 58,3 % de la production éditoriale globale au cours de la période 2017-2019.

## Importance de la diversité
La littérature joue un rôle important dans l'éducation. Rendre la littérature plus diverse permet donc d'ouvrir l'esprit des lecteurs sur des cultures et des sujets qui lui sont étrangers, tout en éliminant les préjugés et en renversant le phénomène d'invisibilisation des minorités.
Dans leur guide de la littérature adolescente publié en 2020 En quête d'un Grand Peut-Être, les professionnels du livre jeunesse Tom et Nathan Lévêque consacrent une partie entière à la question de la diversité en littérature YA. Plusieurs livres sont cités, notamment :
- Sweet sixteen, d'Annelise Heurtier - Casterman Jeunesse, 2013
- Si Loin de Toi, de Tess Sharpe - Collection R, 2014
- Bluebird, de Tristan Koëgel - Didier Jeunesse, 2015
- Magnetic Island, de Fabrice Colin - Albin Michel, 2017
- Tant qu’il le faudra, de Cordelia - Akata, 2021

## #ownvoices
Le mouvement « #ownvoices », qui s'est étendu au-delà de la fiction Young Adult, promeut des livres mettant en scène des personnages issus de minorités qui ont été écrits par des auteurs appartenant eux-mêmes à ces minorités. Le hashtag est né sur Twitter en septembre 2015, fondé par l'autrice Corinne Duyvis. L'objectif de ce mouvement est de faire entendre les voix des personnes directement concernées. Cette notion est parfois contestée car le personnage d'un livre ne représente pas toujours son auteur ni l'ensemble de la communauté à laquelle il fait partie. Toutefois, le hashtag atteint progressivement son but, apportant de plus en plus de visibilité à certains auteurs minoritaires.
En 2020, la maison d'édition française VoxEorum voit le jour, avec pour ambition un catalogue entièrement constitué de « #ownvoices ».

## Le "white-washing" sur les couvertures des livres
Il arrive régulièrement que des maisons d'édition déforment volontairement l'apparition de la diversité sur les couvertures de livres pour se conformer aux normes traditionnelles, partant du principe que les couvertures représentant une diversité de personnages sont moins commercialisables que celles mettant en scène des modèles blancs, hétérosexuels et valides. Cette tendance est illustrée par l'effet du "white-washing". Le "white-washing" se caractérise par l'apparition d'un modèle blanc à la place d'un personnage de couleur, entraînant parfois la déformation complète du personnage au point de ne plus le reconnaître, comme le prouve par exemple la couverture française du roman Les Sept Maris d'Evelyn Hugo, de Taylor Jenkins Reid, sur laquelle l'héroïne cubaine du roman apparaît avec la peau très blanche.